# Ömeranlı, Kulu
Ömeranlı là một thị trấn thuộc huyện Kulu, tỉnh Konya, Thổ Nhĩ Kỳ. Dân số thời điểm năm 2011 là 5.485 người.